# ウィル&グレイスのエピソード一覧
ウィル&グレイスのエピソード一覧は、アメリカ合衆国で放送されたテレビドラマ「ふたりは友達? ウィル&グレイス」の各エピソードを記した一覧である。
エピソード名は映画などのタイトルをもじったものが多い。

## 第1シーズン
- アメリカ（NBC）：1998年9月21日〜1999年5月13日
- 日本（NHK総合）：2002年2月9日〜2002年7月27日

|        | 邦題                     | 原題                                 | 米国初放送日   | 日本初放送日  | 備考                     |
| ------ | ------------------------ | ------------------------------------ | -------------- | ------------- | ------------------------ |
| 第1話  | 愛と結婚                 | The Pilot                            | 1998年9月21日  | 2002年2月9日  |                          |
| 第2話  | 新たなる生活             | A New Lease On Life                  | 1998年9月28日  | 2002年2月16日 |                          |
| 第3話  | バスルーム戦争           | Head Case                            | 1998年10月5日  | 2002年2月23日 |                          |
| 第4話  | コンサートはピンク色     | Between A Rock And Harlin's Place    | 1998年10月12日 | 2002年3月2日  |                          |
| 第5話  | ハロウィーンの夜         | BOO! Humbung                         | 1998年10月26日 | 2002年3月23日 | 日本では第7話として放送  |
| 第6話  | 依頼人“K”                | William, Tell                        | 1998年11月9日  | 2002年3月16日 |                          |
| 第7話  | 燃えないデート           | Where There's A Will, There's No Way | 1998年11月16日 | 2002年3月30日 | 日本では第8話として放送  |
| 第8話  | かけひき上手             | The Buying Game                      | 1998年11月30日 | 2002年4月13日 | 日本では第9話として放送  |
| 第9話  | ハロー ワンちゃん        | The Truth about Will and Dogs        | 1998年12月15日 | 2002年4月20日 | 日本では第10話として放送 |
| 第10話 | となりの浮気             | The Big Vent                         | 1999年1月5日   | 2002年4月27日 | 日本では第11話として放送 |
| 第11話 | 冷た〜い誕生日           | Will On Ice                          | 1999年1月12日  | 2002年3月9日  | 日本では第5話として放送  |
| 第12話 | 元気のでるメイド         | My Fair Maid-y                       | 1999年2月2日   | 2002年5月11日 |                          |
| 第13話 | ママは大スター           | The Unsinkable Mommy Adler           | 1999年2月9日   | 2002年5月25日 | 日本では第14話として放送 |
| 第14話 | 兄貴がやって来た Part1   | Big Brother Is Coming (1)            | 1999年2月16日  | 2002年6月8日  | 日本では第16話として放送 |
| 第15話 | 兄貴がやって来た Part2   | Big Brother Is Coming (2)            | 1999年2月23日  | 2002年6月15日 | 日本では第17話として放送 |
| 第16話 | 恋のライバル             | Yours, Mine Or Ours                  | 1999年3月2日   | 2002年6月22日 | 日本では第18話として放送 |
| 第17話 | 雪男はだれ!?             | Secrets & Lays                       | 1999年3月23日  | 2002年5月18日 | 日本では第13話として放送 |
| 第18話 | 越してきた女             | Grace, Replaced                      | 1999年4月8日   | 2002年7月20日 | 日本では第21話として放送 |
| 第19話 | おんな2人                | Will Works Out                       | 1999年4月22日  | 2002年6月1日  | 日本では第15話として放送 |
| 第20話 | 成功の報酬               | Saving Grace                         | 1999年4月29日  | 2002年7月13日 |                          |
| 第21話 | 負けず嫌い               | Alley Cats                           | 1999年5月6日   | 2002年7月6日  | 日本では第19話として放送 |
| 第22話 | 偽りのウエディングドレス | Object Of My Rejection               | 1999年5月13日  | 2002年7月27日 |                          |

## 第2シーズン
- アメリカ（NBC）：1999年9月21日〜2000年5月23日
- 日本（NHK総合）：2002年8月3日〜2003年2月22日

|        | 邦題                   | 原題                                                        | 米国初放送日   | 日本初放送日   | 備考 |
| ------ | ---------------------- | ----------------------------------------------------------- | -------------- | -------------- | ---- |
| 第1話  | ひとり暮らし           | Guess Who's Not Coming To Dinner                            | 1999年9月21日  | 2002年8月3日   |      |
| 第2話  | 私のグアポ             | Election                                                    | 1999年9月28日  | 2002年8月24日  |      |
| 第3話  | 大きい事はいいこと?    | Das Boob                                                    | 1999年11月2日  | 2002年8月31日  |      |
| 第4話  | おせっかいママ         | Whose Mom Is It Anyway?                                     | 1999年11月9日  | 2002年9月7日   |      |
| 第5話  | 大ピンチ               | Polk Defeats Truman                                         | 1999年11月16日 | 2002年9月14日  |      |
| 第6話  | カレンの秘密           | To Serve & Disinfect                                        | 1999年11月23日 | 2002年9月21日  |      |
| 第7話  | 感謝祭の告白           | Homo For The Holidays                                       | 1999年11月25日 | 2002年9月28日  |      |
| 第8話  | 悪徳弁護士             | Terms Of Employment                                         | 1999年11月30日 | 2002年10月12日 |      |
| 第9話  | おかしなカップル       | I Never Promised You An Olive Garden                        | 1999年12月14日 | 2002年10月19日 |      |
| 第10話 | お宝で大もうけ         | Tea & A Total Lack Of Sympathy                              | 2000年1月11日  | 2002年10月26日 |      |
| 第11話 | パパ、ウィル!?         | Seeds Of Discontent                                         | 2000年1月25日  | 2002年11月2日  |      |
| 第12話 | あやしい夢             | He's Come Undone                                            | 2000年2月8日   | 2002年11月9日  |      |
| 第13話 | 父の秘密               | Oh Dad, Poor Dad, He's Kept Me In The Closet And I'm So Sad | 2000年2月15日  | 2002年11月16日 |      |
| 第14話 | キス! キス! キス!      | Acting Out                                                  | 2000年2月22日  | 2002年11月23日 |      |
| 第15話 | デートの達人           | Advise & Resent                                             | 2000年2月29日  | 2002年12月7日  |      |
| 第16話 | 7年目のモトカレ        | Hey La, Hey La, My Ex-Boyfriend's Back                      | 2000年3月14日  | 2002年12月14日 |      |
| 第17話 | カレンの復讐           | The Hospital Show                                           | 2000年3月28日  | 2002年12月21日 |      |
| 第18話 | ああーボランティア     | Sweet & Sour Charity                                        | 2000年4月4日   | 2003年1月4日   |      |
| 第19話 | バチュラーパーティの夜 | An Affair To Forget                                         | 2000年4月18日  | 2003年1月11日  |      |
| 第20話 | ストレートジャック     | Girls, Interrupted                                          | 2000年5月2日   | 2003年1月18日  |      |
| 第21話 | ダトリー先生との再会   | There But For The Grace Of Grace                            | 2000年5月9日   | 2003年1月25日  |      |
| 第22話 | ビッグビジネスチャンス | My Best Friend's Tush                                       | 2000年5月16日  | 2003年2月8日   |      |
| 第23話 | 大逆転 Part1           | Ben? Her? (1)                                               | 2000年5月23日  | 2003年2月15日  |      |
| 第24話 | 大逆転 Part2           | Ben? Her? (2)                                               | 2000年5月23日  | 2003年2月22日  |      |

## 第3シーズン
日本（地上波放送）では未放送

## 第4シーズン
日本（地上波放送）では未放送

## 第5シーズン
日本（地上波放送）では未放送

## 第6シーズン
日本（地上波放送）では未放送

## 第7シーズン
日本（地上波放送）では未放送

## 第8シーズン
日本（地上波放送）では未放送